# Leo Africanus
Leo Africanus, på arabiska Al-Hasan bin Muhammed al-Wazzan al-Fasi, född cirka 1494 i Granada, död cirka 1554 i Tunis, var en afrikansk historiker.

## Biografi
Leo Africanus var en av de morer som flyttade tillbaka till Afrika efter morernas nederlag mot Spanien 1492. Hans familj flyttade till Fès, Marocko, där han studerade. Som ung följde han med sin farbror på diplomatiska uppdrag till Maghreb. Han tillfångatogs av europeiska pirater och såldes som slav, men påven Leo X frigav honom 1518 och han lät då döpa sig. Han tog namnen Johannes Leo de Medicis (Giovanni Leone) för att hedra påven, men kallade sig vanligen Yuhanna l-Asad al-Gharnati.
Påven såg i honom en källa till kunskap, och bad honom skriva ner vad han visste om Afrika. Under en lång tid var Leo Africanus' Beskrivning av Afrika den enda källan till kunskaper om Sudan.
Därefter begav han sig till Timbuktu som var ett centrum för berbersk handel. Leo Africanus lär ha dött där 1554. Före sin död hade han konverterat till islam.
Della descrittione dell’Africa et delle cose notabili che iui sono, per Giovan Lioni Africano (originaltiteln till Beskrivning av Afrika) blev färdigt 10 mars 1526 och publicerades 1550 i Venedig. Originalmanuskriptet förstördes vid en brand 1557. Man har antagit att den först var skriven på arabiska och sedan översatt till latin, men 1931 återfanns en handskrift med titeln Cosmographia & geographia de Affrica. Innehållsmässigt är det inte några större skillnader med den text som publicerades 1550, men till stilen är det olika texter.